# Tři kluci a nemluvně
Tři kluci a nemluvně (v anglickém originále Baby Daddy) je americký seriál, který v letech 2012–2017 vysílala stanice Freeform (původně ABC Family).

## Synopse
Seriál sleduje Bena, který se ze dne na den stane otec, když před vchodem objeví malé dítě, které mu zanechala jeho přítelkyně. S pomocí svého bratra Dannyho, matky Bonnie a dvou nejlepších kamarádů Riley a Tuckera se rozhodne malou holčičku vychovávat.

## Obsazení

### Hlavní role
| Postavy                           | Herec                                        | Národnost | Český dabing        |
| --------------------------------- | -------------------------------------------- | --------- | ------------------- |
| Benjamin Bon Jovi "Ben" Wheeler   | Jean-Luc Bilodeau                            | Kanada    | Oldřich Hajlich     |
| Daniel Mellencamp "Danny" Wheeler | Derek Theller                                | USA       | Marek Holý          |
| Tucker Thurgood Marshall Dobbs    | Tahj Mowry                                   | Havaj     | Viktor Dvořák       |
| Riley Perrinová                   | Chelsea Kane                                 | USA       | Anna Theimerová     |
| Bonnie Wheelerová                 | Melissa Peterman                             | USA       | Vlasta Žehrová      |
| Emma Wheelerová                   | Ali Louse a Susanne Allan Hartman (1. série) | USA       | nemluvená role      |
| Emma Wheelerová                   | Mila a Zoey Beske (2. série)                 | USA       | nemluvená role      |
| Emma Wheelerová                   | Ember a Harper Husak (3. série)              | USA       | nemluvená role      |
| Emma Wheelerová                   | Sura a Kayleigh Harris (4. - 6. série)       | Anglie    | Karolína Křišťálová |

### Vedlejší role
| Postavy           | Herec              | Národnost          | Český dabing       |
| ----------------- | ------------------ | ------------------ | ------------------ |
| Brad Walker       | Peter Porte        | USA                | Zdeněk Podhůrský   |
| Dr. Amy Shawová   | Lacey Chabert      | USA                | Jana Páleníčková   |
| Fitch Douglas     | Matt Dallas        | USA                | Petr Gelnar        |
| Philip Farlow     | Christopher O'Shea | Spojené království | Ivo Hrbáč          |
| Georgie Farlowová | Mallory Jansen     | Austrálie          | Miroslava Součková |
| Angela            | Mimi Gianopulos    | USA                | Jolana Smyčková    |
| Megan             | Grace Phipps       | USA                | Terezie Taberyová  |
| Ray Wheeler       | Greg Grunberg      | USA                | Bohdan Tůma        |
| Sondra            | Rachna Khatau      | Spojené království | Petra Hobzová      |
| Robyn             | Christa B. Allen   | USA                | Kristýna Skružná   |
| Zoey              | Jonna Walsh        | USA                | (bude oznámeno)    |
| Sam Saffeová      | Daniella Monet     | USA                | (bude oznámeno)    |
| Elle              | Katie Gill         | USA                | (bude oznámeno)    |

## Řady a díly
| Řada | Díly | Premiéra v USA  | Premiéra v USA    | Premiéra v ČR     | Premiéra v ČR     |
| Řada | Díly | První díl       | Poslední díl      | První díl         | Poslední díl      |
| ---- | ---- | --------------- | ----------------- | ----------------- | ----------------- |
| 1    | 10   | 20. června 2012 | 29. srpna 2012    | 6. prosince 2015  | 15. prosince 2015 |
| 2    | 16   | 29. května 2013 | 11. prosince 2013 | 16. prosince 2015 | 31. prosince 2015 |
| 3    | 21   | 15. ledna 2014  | 18. června 2014   | 1. ledna 2016     | 21. ledna 2016    |
| 4    | 22   | 22. října 2014  | 5. srpna 2015     | 22. ledna 2016    | 12. února 2016    |
| 5    | 20   | 3. února 2016   | 3. srpna 2016     | nebylo vysíláno   | nebylo vysíláno   |
| 6    | 11   | 13. března 2017 | 22. května 2017   | nebylo vysíláno   | nebylo vysíláno   |

## Vývoj a produkce
Produkce seriálu začala 28. března 2012. 17. srpna 2012 byla objednána druhá série, která měla premiéru 29. května 2013.
22. března 2013 stanice oznámila objednání třetí řady seriálu. Série měla premiéru 15. ledna 2014. 17. března 2014 seriál získal čtvrtou řadu, která měla premiéru 22. října 2014, s první halloweenskou epizodou seriálu s názvem "Strip or Treat".
27. února 2015 získal seriál pátou sérii.
27. června 2016 získal seriál šestou sérii.

## Vysílání
Na Novém Zélandu měl seriál premiéru na stanici TV2 14. prosince 2013.
V Austrálii seriál vysílá Fox8 a ve Spojeném království stanice E4 od 16. února 2015.
V Česku je seriál vysílán od 6. prosince 2015 na stanici Nova Fun.

## Ocenění a nominace
| Rok  | Ocenění                    | Kategorie                                 | Nominovaný                               | Výsledek  |
| ---- | -------------------------- | ----------------------------------------- | ---------------------------------------- | --------- |
| 2012 | Teen Choice Awards         | Letní TV hvězda: muž                      | Jean-Luc Bilodeau                        | nominace  |
| 2012 | Teen Choice Awards         | Letní TV hvězda: žena                     | Chelsea Kane                             | nominace  |
| 2013 | Teen Choice Awards         | Průlomová show                            | Tři kluci a nemluvně                     | nominace  |
| 2013 | Teen Choice Awards         | Průlomová hvězda                          | Derek Theler                             | nominace  |
| 2013 | Teen Choice Awards         | Letní TV hvězda: muž                      | Tahj Mowry                               | nominace  |
| 2013 | Teen Choice Awards         | Letní TV hvězda: žena                     | Jean-Luc Bilodeau                        | nominace  |
| 2013 | Teen Choice Awards         | Zloděj scén: muž                          | Chelsea Kane                             | nominace  |
| 2014 | Teen Choice Awards         | Letní TV show                             | Tři kluci a nemluvně                     | nominace  |
| 2014 | Teen Choice Awards         | Zloděj scén: muž                          | Tahj Mowry                               | nominace  |
| 2014 | Teen Choice Awards         | Letní TV hvězda: muž                      | Jean-Luc Bilodeau                        | nominace  |
| 2015 | People's Choice Awards     | Nejoblíbenější kabelová TV komedie        | Tři kluci a nemluvně                     | nominace  |
| 2015 | Teen Choice Awards         | Letní TV show                             | Tři kluci a nemluvně                     | nominace  |
| 2016 | People's Choice Awards     | Nejoblíbenější kabelová TV komedie        | Tři kluci a nemluvně                     | nominace  |
| 2016 | Teen Choice Awards         | Letní TV show                             | Tři kluci a nemluvně                     | nominace  |
| 2016 | Teen Choice Awards         | Zloděj scén: muž                          | Tahj Mowry                               | nominace  |
| 2016 | Teen Choice Awards         | Letní TV hvězda: muž                      | Jean-Luc Bilodeau                        | nominace  |
| 2016 | Teen Choice Awards         | Nejlepší polibek                          | Chelsea Kane a Derek Theler              | nominace  |
| 2017 | People's Choice Awards     | Nejoblíbenější kabelová TV komedie        | Tři kluci a nemluvně                     | vítězství |
| 2017 | Art Directors Guild Awards | Nejlepší výprava multi-kamerového seriálu | Greg J. Grande, Raf Lydon a Roya Parivar | nominace  |